# Rupert Brooke
Rupert Chawner Brooke (3. srpna 1887 Rugby – 23. dubna 1915 Skyros) byl anglický básník. Absolvoval Rugby School, na které učil jeho otec, a Univerzitu v Cambridgi. Patřil do okruhu literárních skupin Bloomsbury Group a Dymock Poets, přispíval do The Times Literary Supplement a Westminster Gazette, mezi jeho známé patřili Virginia Woolfová, Lytton Strachey nebo William Butler Yeats, byl také členem Fabiánské společnosti. Byl ideálním mladým mužem své doby: sportovec a cestovatel (významným zdrojem inspirace pro něj byla výprava na Společenské ostrovy v roce 1913), vzdělaný, zámožný a mimořádně pohledný, takže byl srovnáván s Adonisem. Jeho osobní život byl dramatický, prožil řadu bouřlivých vztahů (některé básně věnoval herečce Cathleen Nesbittové, do níž byl zamilován), existují také svědectví o jeho homosexuálních sklonech.
Po vypuknutí první světové války narukoval jako dobrovolník k Royal Navy a napsal řadu vlasteneckých sonetů, z nichž především „1914“ a „Voják“ se staly v tehdejší britské veřejnosti velmi populárními. Sám Brooke však do válečných operací nikdy nezasáhl: do Belgie dorazil v době, kdy už byl britský expediční sbor po porážce u Antverp evakuován zpět na ostrovy. Poté byl zařazen do jednotky pověřené úkolem dobýt strategickou úžinu Dardanely. Ještě na lodi však Brooke utrpěl otravu krve od komářího bodnutí, na kterou zemřel v dubnu 1915 na řeckém ostrově Skyros, kde je také pohřben. V The Times vyšel po jeho smrti jímavý nekrolog, jehož autorem byl Winston Churchill.
Mezi prostými vojáky v britské armádě se později začalo jméno Rupert používat jako posměšné označení mladých důstojníků aristokratického původu, vyznačujících se naivní patriotickou horlivostí.
K Brookeovi jako svému inspirátorovi se hlásili např. Frederick Septimus Kelly, Patrick Shaw-Stewart, Francis Scott Fitzgerald nebo John Gillespie Magee Jr. Jeho velkým obdivovatelem byl Richard Halliburton, který dokonce začal psát Brookeův životopis, ale na přání básníkovy matky ho nikdy nevydal.
Skupina Fleetwood Mac zhudebnila na albu Bare Trees (1972) Brookeovu báseň „Dust“.
Do češtiny překládal Ruperta Brookea Josef Čapek.